# Bolbitis thommankuthiana
Bolbitis thommankuthiana là một loài dương xỉ trong họ Dryopteridaceae. Loài này được Nampy mô tả khoa học đầu tiên năm 2000.
Danh pháp khoa học của loài này chưa được làm sáng tỏ. 